# Edizioni Ares
Edizioni Ares è una casa editrice italiana di ispirazione cattolica fondata nel 1956.

## Storia
Le Edizioni Ares sono nate nel 1956 a Roma, per iniziativa di "professionisti e intellettuali desiderosi di promuovere una cultura di ispirazione cristiana aperta al dialogo rispettoso della propria e altrui identità".
"Ares" è un acronimo che sta per "Associazione ricerche e studi", eretta in ente morale con Decreto del Presidente della Repubblica n. 549 del 27 gennaio 1966.
Oltre a testi di saggistica filosofica e teologica, di spiritualità, di letteratura, di pedagogia, di storia e di analisi della contemporaneità, pubblica il mensile di studi e di attualità Studi cattolici, al quale per diversi anni si è affiancato il supplemento "Fogli". La casa editrice, trasferitasi a Milano nel 1965, è da allora stata diretta da Cesare Cavalleri fino alla sua morte, nel dicembre 2022.
Tra i libri pubblicati, merita di essere ricordato l'ampio romanzo Il cavallo rosso, edito nel 1983, dello scrittore brianzolo Eugenio Corti.
Le Edizioni Ares pubblicano in esclusiva le opere di san Josemaría Escrivá, fondatore dell'Opus Dei.